# Middellandse Zeespelen 1951
De Middellandse Zeespelen 1951 vormden de eerste editie van de Middellandse Zeespelen. Ze werden gehouden van 5 tot en met 20 oktober 1951 in de Egyptische stad Alexandrië. De stad werd gekozen als eerbetoon aan Muhammad Tahir Pacha, bedenker van de Spelen.
Er namen 734 mannelijke atleten deel aan deze Spelen. Vrouwen werden pas vanaf 1967 toegelaten. Italië sloot de Spelen af als aanvoerder van het medailleklassement, gevolgd door Frankrijk en gastland Egypte.

## Sporten
Op deze Spelen stonden er 11 sporten op het programma. In 92 onderdelen konden medailles worden behaald.
| Atletiek Basketbal Boksen Gewichtheffen | Gymnastiek Roeien Schermen Schietsport | Voetbal Worstelen Zwemmen |

## Medaillespiegel
| Plaats | Land        | Goud | Zilver | Brons | Totaal |
| 1      | Italië      | 28   | 22     | 12    | 62     |
| 2      | Frankrijk   | 26   | 13     | 5     | 44     |
| 3      | Egypte      | 20   | 26     | 16    | 62     |
| 4      | Turkije     | 10   | 3      | 7     | 20     |
| 5      | Griekenland | 4    | 9      | 8     | 21     |
| 6      | Joegoslavië | 3    | 5      | 7     | 15     |
| 7      | Spanje      | 1    | 4      | 4     | 9      |
| 8      | Libanon     | 1    | 5      | 14    | 20     |
| 9      | Syrië       | 0    | 3      | 10    | 13     |
| Totaal | Totaal      | 92   | 90     | 86    | 268    |

## Deelnemende landen
Aan de eerste Middellandse Zeespelen namen tien landen deel. Malta was het enige land dat geen medailles wist te vergaren.
- Egypte
- Frankrijk
- Griekenland
- Italië

- Joegoslavië
- Libanon
- Malta
- Spanje

- Syrië
- Turkije